# Pangio semicincta
Pangio semicincta es una especie de pez de la familia Cobitidae en el orden de los Cypriniformes.

## Alimentación
Come organismos  bentónicos.

## Hábitat
Vive en zonas de clima tropical.

## Distribución geográfica
Se encuentra en la península de Malaca.